# Imants Kalniņš
Pour les articles homonymes, voir Kalniņš.
Imants Kalniņš (né le 26 mai 1941 à Riga) est un compositeur letton, considéré comme un des plus importants.

## Biographie
Ayant étudié la musique classique et la musique chorale, il a écrit sept symphonies, plusieurs opéras (y compris le premier opéra-rock en URSS, Ei, jūs tur!, Hey, you there!), des oratorios, des cantates, ainsi que la musique de scène et de film. Il est davantage connu pour ses chansons rock et il est considéré comme le premier compositeur de musique rock « intellectuelle ».
Deux groupes, qui chantent ses chansons, sont Menuets et Turaidas roze. Sa fille Rēzija Kalniņa est une actrice très populaire et son fils Marts-Kristians Kalniņš est un chanteur. Son plus grand succès commercial est la musique du film Sprīdītis.
Il est député de la 5e, 7e, 8e et 9e Saeima pour TB/LNKK.
Auteur d'une traduction du Coran en letton, il annonce en avril 2015 sa conversion à l'islam.
En 2021, Kalniņš reçoit le Great Music Award (en).

## Vie privée
Kalniņš est marié à l'actrice Helga Dancberga (en) qui meurt en 2019. Le couple a trois enfants, Dana Kalniņa-Zaķe qui devient leader de l'association lettone des professionnels de Santé Latvian Association of Professional Health Care Chaplains, Rezija Kalniņa, actrice et Krists Kalniņš, pasteur.

## Œuvre
- Concerto pour violon (1963)
- Concerto pour hautbois (2012)
- Concerto pour violoncelle
- Symphonie no 1 (1964)
- Symphonie no 2 (1965)
- Symphonie no 3 (1968)
- Symphonie no 4 (1973) « Rock Symphony »
- Symphonie no 5 (1979)
- Symphonie no 6
- Symphonie no 7 (2015)
- Santa Cruz, miniature symphonique (2015)

### Vocale
- Le prince et le pauvre, comédie musicale, d'après M. Twain (Liepāja, 1968)
- Bonjour, là-bas, rock-opéra, d'après W. Suroyan (Liepāja, 1971)
- D'une bouteille sucrée, opérette, d'après R. Blaumanis (1975)
- Quo vadis, ma guitare, opérette, M. Tetere (1976)
- Je joue, je danse, op. 3, d'après J. Rainis (Riga, 1977)
- Ifigenie in Aulís, op. 2, d'après Euripide (Riga, 1982)